# Andrzej Dragan
Andrzej Dragan (ur. 16 maja 1978 w Koninie) – polski fizyk teoretyk i artysta: fotograf, kompozytor oraz twórca filmowy, a także popularyzator nauki. Profesor nauk fizycznych, profesor na Wydziale Fizyki Uniwersytetu Warszawskiego i profesor wizytujący na Narodowym Uniwersytecie Singapuru. Zdobywca nagród krajowych i międzynarodowych.
Jako fizyk zajmuje się m.in. informacją kwantową w wersji relatywistycznej, habilitując się z tego tematu i uzyskując tytuł profesora. Jako fotograf stworzył własny styl portretu.

## Życiorys
Jest synem Anny Dragan – dziennikarki i pisarki. Studiował na Wydziale Fizyki Uniwersytetu Warszawskiego, 9 stycznia 2006 roku uzyskał tam stopień doktora nauk fizycznych z wyróżnieniem na podstawie pracy pt. Komunikacja przy użyciu pojedynczych fotonów poprzez niedoskonałe kanały kwantowe. 15 grudnia 2014 roku habilitował się na macierzystym wydziale przedstawiając dysertację pt. Relatywistyczna informacja kwantowa. 29 maja 2023 uzyskał tytuł profesora nauk fizycznych. Pracował w Imperial College London oraz w University of Nottingham. Został profesorem wizytującym na Narodowym Uniwersytecie Singapuru. Był sekretarzem naukowym Komitetu Głównego Olimpiady Fizycznej. W Instytucie Fizyki Teoretycznej Uniwersytetu Warszawskiego kieruje grupą badawczą, która zajmuje się relatywistycznymi aspektami zjawisk kwantowych.

## Twórczość

### Fizyka
Napisał 50 prac z zakresu optyki kwantowej, relatywistycznej teorii informacji kwantowej, teorii względności, kwantowej teorii pola w zakrzywionych czasoprzestrzeniach oraz trzy książki:
- 2019: Kwantechizm, czyli klatka na ludzi, wyd. Fabuła Fraza – książka popularnonaukowa poświęcona m.in. fizyce kwantowej[9];
- 2021: Unusually Special Relativity, wyd. World Scientific Publishing – podręcznik szczególnej teorii względności;
- 2022: Kwantechizm 2.0, wyd. Otwarte, ISBN 978-83-813-5137-9.

Jest laureatem nagród naukowych Polskiego Towarzystwa Fizycznego za najlepszą pracę magisterską, European Science Foundation, Fundacji na rzecz Nauki Polskiej, Ministra Edukacji, nagrody „Zostańcie z nami” tygodnika „Polityka”. Był również dwukrotnie stypendystą University of Oxford. 
Zajmuje się popularyzacją badań naukowych był uczestnikiem kilku konferencji TEDx, m in. w Poznaniu. Udzielał wywiadów internetowemu Radiu Naukowemu i polskim youtuberom.
Współautor pracy (wraz z m.in. Arturem Ekertem) dotyczącej dopuszczalności istnienia tachionów w ramach szczególnej teorii względności.

### Fotografia
Fotografować zaczął w 2003 roku. Wypracował własną technikę cyfrowej obróbki fotograficznej, nazywaną efektem Dragana, która zapoczątkowała szeroko powielany styl portretu.
Dragan jest autorem sesji fotograficznych, w których uczestniczyło wiele znanych osób, m.in.:
- 2016: Joss Stone (pozowała nago),
- 2010: Jim Broadbent,
- 2007: Mads Mikkelsen (pozował z embrionem kota)[3][19],
- 2005: David Lynch (pozował z kurą)[3][19],
- 2005: Jan Peszek,
- 2004: Jerzy Urban (pozował z cygarem i z nagą kobietą w tle)[3][19],
- 2004: Kuba Wojewódzki.

Dragan był autorem wystaw w Mediolanie, Paryżu, Londynie, Nowym Jorku, Amsterdamie i Tokyo, opublikował swoje zdjęcia na okładkach kilkudziesięciu czasopism i książek w wielu krajach świata m.in. w filipińskim magazynie fotograficznym „Digital Photographer Philippines”, czy też magazynach m.in. we Włoszech, Francji Wenezueli, Czechach i Rumunii.
Dragan znany jest z szokujących, prowokacyjnych i kontrowersyjnych sesji fotograficznych. Wykonał m.in. serię portretów anorektycznej modelki i portret poranionego mężczyzny w koronie cierniowej (obydwie sesje z 2006 r.). Znany jest również jako autor zdjęć do kampanii reklamowych takich marek jak Converse, Energizer, PlayStation, Xbox, czy Play. Jest zdobywcą tytułu Fotograf Roku 2007 brytyjskiego czasopisma Digital Camera,  jego prace były nominowane do Złotego Lwa na festiwalu reklamowym w Cannes, zdobywał też nagrody na festiwalach reklamowych Golden Drum, Epica Awards, Corbis Awards, Photo Masters Cup London oraz KTR.

### Muzyka i film
W latach 90. tworzył, pod pseudonimem „Dreamer”, muzykę na komputerach Amiga w ramach Demosceny. Jest współzałożycielem międzynarodowej grupy Nah-Kolor.
Andrzej Dragan stworzył także:
- nagradzane krótkometrażowe filmy artystyczne, inspirowane teoriami fizycznymi[21],
- krótkie filmy i reklamy m.in. dla HBO oraz Netflixa,
- teledyski, m.in. dla Behemotha, Quebonafide (za który dostał Fryderyka w kategorii teledysk roku[22][23]) i Hani Rani.